# Арбон (Атлантски Пиринеји)
Арбон (фр. Arbonne) насеље је и општина у југозападној Француској у региону Аквитанија, у департману Атлантски Пиринеји која припада префектури Бајон.
По подацима из 2011. године у општини је живело 2056 становника, а густина насељености је износила 194,15 становника/km². Општина се простире на површини од 10,59 km². Налази се на средњој надморској висини од 21 метар (максималној 94 m, а минималној 5 m).

## Демографија
| 1962. | 1968. | 1975. | 1982. | 1990. | 1999. | 2011. |
| ----- | ----- | ----- | ----- | ----- | ----- | ----- |
| 628   | 648   | 819   | 1.196 | 1.366 | 1.375 | 2.056 |

График промене броја становника у току последњих година